# يوهان جورج ماير
يوهان جورج ماير (بالإنجليزية: Johann Georg Meyer)‏ (و. 1813 – 1886 م) هو رسام، وأستاذ جامعي من الإمبراطورية الألمانية. ولد في بريمن.
توفي في برلين .

## مناصب وهيئات
أدار Berlin University of the Arts.